# Mordellistena noctivaga
Mordellistena noctivaga es una especie de coleóptero de la familia Mordellidae.

## Distribución geográfica
Habita en Angola.